# تولی‌هوگ
تولی‌هوگ (به انگلیسی: Tullyhogue) یک روستا در بریتانیا است.